# Оскар фон Боддін
Оскар фон Боддін (нім. Oskar von Boddien; нар. 19 квітня 1900, Нойгруппін, Бранденбург — пом. 6 січня 1942, Євпаторія, Крим) — офіцер сухопутних військ, полковник. Кавалер Лицарського хреста Залізного хреста з дубовим листям.

## Життєпис
В 1917 році втупив у 115-й (Гессенський) лейб-піхотний полк. Після закінчення Першої світової війни залишений у рейхсвері, служив у кавалерії.
З 1939 року — командир 22-го розвідувального батальйону 22-ї піхотної дивізії. Учасник Французької кампанії і боїв на радянсько-німецькому фронті. Відзначився у боях на Дніпрі і в Криму.
Загинув в бою.

## Звання[1]
| Звання          | Дата присвоєння          |
| --------------- | ------------------------ |
| Лейтенант       | 1918                     |
| Оберлейтенант   | ???                      |
| Ротмістр        | 21 грудня 1930           |
| Майор           | 1 квітня 1937            |
| Оберстлейтенант | 1 вересня 1940           |
| Оберст          | 8 січня 1942 (посмертно) |

## Нагороди[1]
- Залізний хрест 2-го і 1-го класу
- Медаль «За відвагу» (Гессен)
- Хрест «За заслуги у війні» (Саксен-Мейнінген)
- Почесний хрест ветерана війни з мечами
- Медаль «За вислугу років у Вермахті» 4-го, 3-го і 2-го класу (18 років)
- Застібка до Залізного хреста 2-го класу (5 липня 1941)
- Застібка до Залізного хреста 1-го класу (7 липня 1941)
- Сертифікат Пошани Головнокомандувача Сухопутних військ Вермахту (30 серпня 1940)
- Чорний нагрудний знак «За поранення»
- Лицарський хрест Залізного хреста з дубовим листям
  - Хрест (2 жовтня 1941) — як оберст-лейтенант і командир 22-го розвідувального батальйону.
  - Дубове листя (№ 58; 8 січня 1942) — як оберст-лейтенант і командир 22-го розвідувального батальйону; нагороджений посмертно.
- Відзначений у Вермахтберіхті
  - «Згідно доповіді збройних сил від 7 січня про радянські десантні операції в Євпаторії, в Криму, ворог втратив у жорстоких вуличних боях 600 солдатів і 1300 партизан загиблими. В наші руки потрапили 203 полонених. Цей успіх в першу чергу забеспечений рішучими діями оберст-лейтенанта фон Боддіна, командира розвідувального батальйону піхотної дивізії, який загинув в цьому бою. Фюрер і Верховний Головнокомандувач Вермахту згодом нагородив цього відважного офіцера дубовим листям до Лицарського хреста Залізного хреста.» (12 січня 1942) — відзначений посмертно.
- Орден Михая Хороброго 3-го класу (Румунське королівство; 6 жовтня 1942) — нагороджений посмертно.